# Chapelle Saint-Jean-Baptiste de Jaucourt

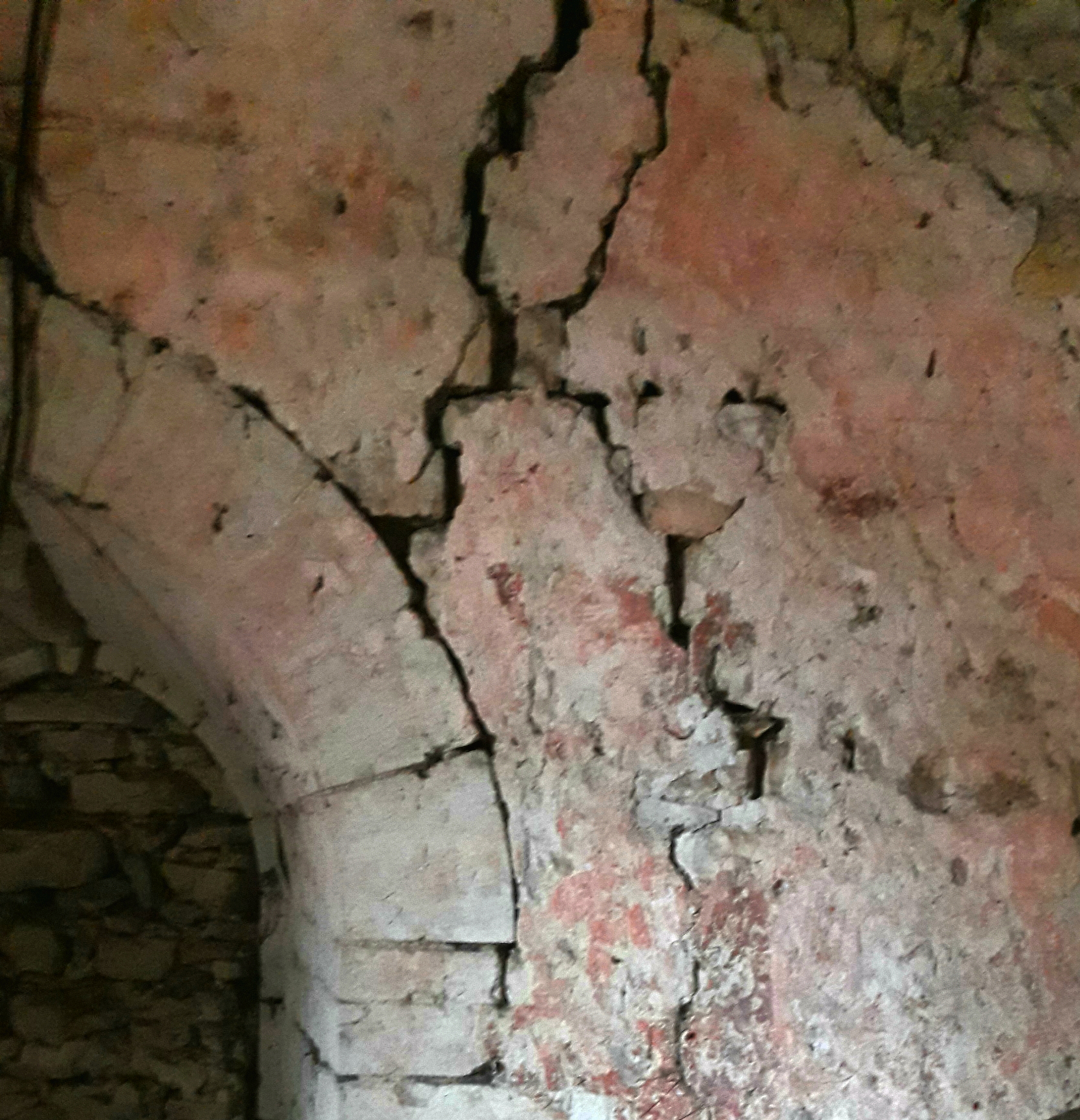
Reste de peintures médiévales représentant un évêque avec son bâton et sa mitre.

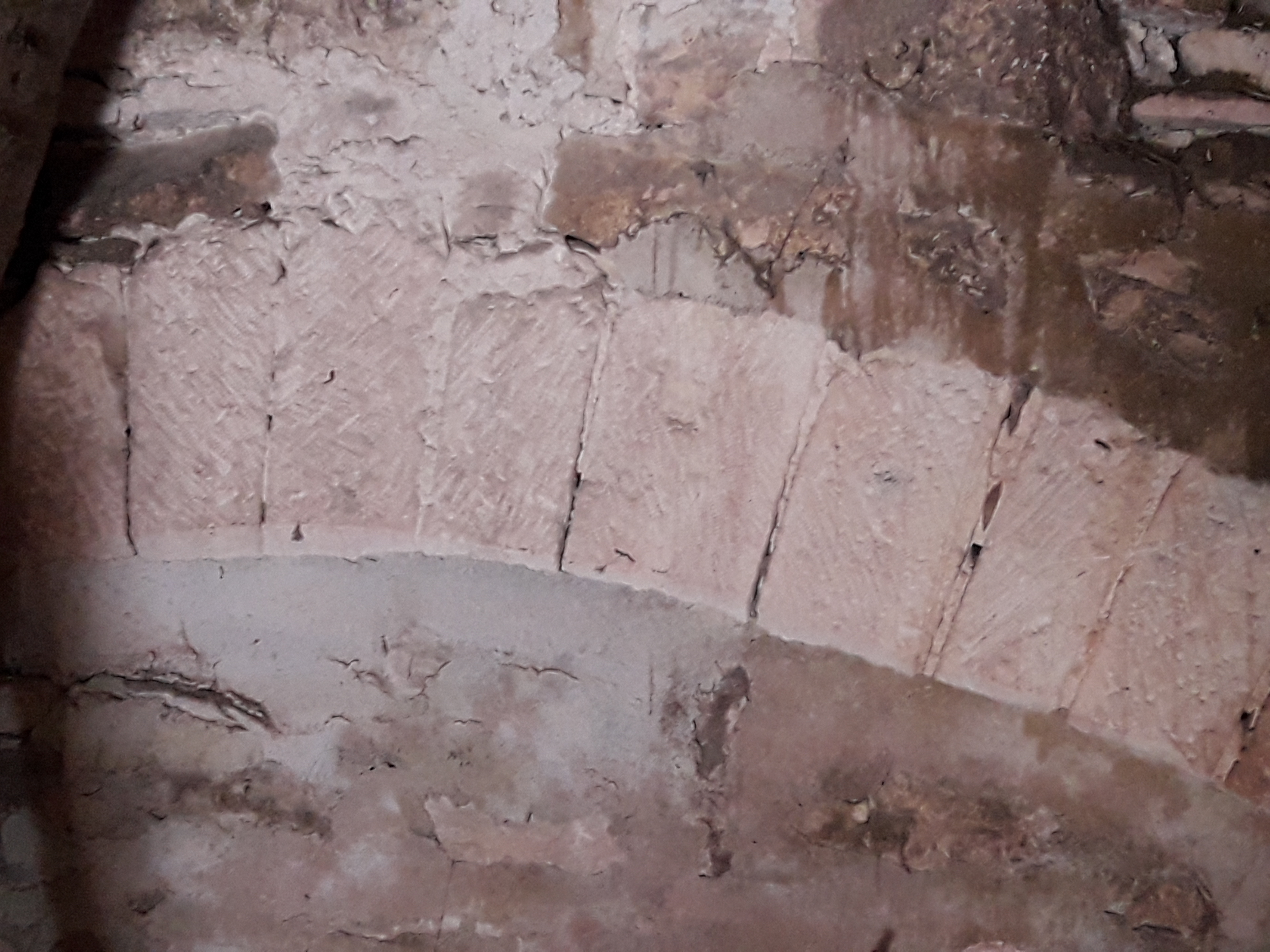
Voûte romane sur le bas côté également peinte

La chapelle Saint-Jean-Baptiste de Jaucourt est une chapelle située à Jaucourt, en France.

## Description
Sur un plan rectangulaire de 5,4X10 M, sa porte romane a un tympan trilobé.
Siècle de la campagne principale de construction : 4e quart 12e siècle, 13e siècle

## Localisation
La chapelle est située sur la commune de Jaucourt, dans le département français de l'Aube.

## Historique
Cette chapelle castrale, avec les ruines des anciennes tours et murs sont les derniers vestiges de l'ancien château.
L'intérieur de la chapelle était très probablement entièrement peint. (Voir photos)
L'édifice est inscrit au titre des monuments historiques en 1994.